# La revolucion de Sara Morales
Morales er en dansk kortfilm fra 2010, der erinstrueret af Isabel Morales Bondy efter manuskript af Ina Bergfjord.

## Handling
Denne artikel mangler et handlingsreferat. Hjælp os med at skrive det.